# Scotteus
Scotteus is een geslacht van vliesvleugeligen uit de familie Encyrtidae. De wetenschappelijke naam van dit geslacht is voor het eerst geldig gepubliceerd in 1917 door Masi.

## Soorten
Het geslacht Scotteus is monotypisch en omvat slechts de volgende soort:
- Scotteus ochroleucus Masi, 1917